# IC 1

IC 1은 페가수스자리에 위치한 어두운 이중성이다. 겉보기등급은 +15.6 등급이 넘을 것으로 추정하고 있다.